# Hugo I van Le Puiset
Hugo I van Le Puiset (overleden 23 december 1096) was heer van Le Puiset en burggraaf van Chartres.
Hugo komt voor het eerst voor in een charter uit 1067, als hij zich ophoudt aan het hof van Filips I van Frankrijk. Kort daarna wordt hij geïnstalleerd als heer van Le Puiset. In 1073 had Hugo een dispuut met Theobald III van Blois om de vrijgekomen titel burggraaf van Chartres, dit duurde tot in 1079. Ook de kerkelijke macht bemoeide zich met deze zaak. Bisschop Ivo van Chartres werd zelfs tijdelijk gevangengezet. 
Hugo huwde met Alix van Montlhéry, een dochter van Guy I van Montlhéry, ze kregen samen minstens negen kinderen:
- Willem (Guillaume), jong overleden
- Everhard III, opvolger als heer van Le Puiset en burggraaf van Chartres
- Hugo II, regent van Le Puiset en graaf van Jaffa
- Guy (Gwijde), heer van Méréville, burggraaf van Étampes
- Gilbert, kruisvaarder, religieuze aan de Sint-Martin-des-Champs, prior van Lurey-Le-Bourg, abt van Onze-Lieve-Vrouw-van-de-Vallei, Josafat (overleden na 1130)
- Walram (Galéran), heer van Bira en regent van het graafschap Edessa, overleden rond 1123-26.
- Roel (Raoul)
- Humberge, huwde Galon II de Beaumont-sur-Oise,
- Eastachie